# Sörängen
Sörängen är en stadsdel i det administrativa bostadsområdet Vallby i Västerås, mellan Vallby och E18.
Sörängen är ett grönområde utan bostäder strax norr om E18. Här finns från väster ett koloniområde, tennisbanor och idrottsplats och parkeringsområde för gymnasieskolorna, (tidigare Wenströmska gymnasiet), ett mindre industriområde och öster om Narvavägen Syrianska kyrkan, och längst i öster Västerås brandstation.
Området avgränsas av Bälbyvägen, gränsen mellan gymnasieskolorna och idrottsplatsen, Vallbyleden och E18.
Området gränsar i norr till Källtorp och Vallby, i söder till Pettersberg och Råby och i väster till Vedbo.